# Bernd Kaftan
Bernd Kaftan (*  um 1968) ist ein deutscher Jazz- und Fusionmusiker (Keyboard, Komposition) und Chorleiter.

## Leben und Wirken
Kaftan erhielt seit dem Alter von acht Jahren Klavierunterricht; später nahm er auch Unterricht an der Kirchenorgel. Daneben sang er in Chören und entdeckte sein Interesse an Jazz; erste Bandprojekte entstanden. Nach dem Abitur studierte er Schulmusik in Köln mit dem Schwerpunkt auf Klavier und Schlagwerk; daneben nahm er Gesangsunterricht. Später folgten Weiterbildungen in Seminaren des Roy Hart Theatre in Köln und Anduze, Frankreich, bei Paul & Clara Silber und Jonathan Hart Makwaia sowie am Rabine-Institut für funktionale Stimmpädagogik.
Als Pianist und Keyboarder tourte Kaftan mit der Band „Viva La Diva“ um Marion Radtke, mit der seit 1992 auch zwei Studioalben entstanden (sowie Auftritt bei Arsch huh, Zäng ussenander 1992), mit Biggi Wanninger und dem Kabarettisten Stefan Wald. Er gehörte zum vOHRsicht Hörspieltheater von Theo Ertel (u. a. mit Frank Köllges, Udo Moll, Stefan Döring, Gregor Höppner und Kerstin Kallewege). Als Theatermusiker prägte er seit 2004 einige Produktionen des Kölner N.N. Theater – Neue Volksbühne. Der WDR-Hörfunk beauftragte ihn wiederholt mit der Erstellung von Arrangements und Produktionen.
Weiterhin arbeitete Kaftan mit der Sängerin Anne Hartkamp (gemeinsam mit André Nendza und Fritz Wittek) sowie mit seinem eigenen Jazz/Fusion-Quintett „semaphor“ und dem Soul-Blues-Jazz-Quintett „Alabama Haircutters“. Erst 2021 erschien auf Jazzsick Records unter eigenem Namen sein Solo-Klavieralbum Rooms and Places; 2024 folgte sein Fusionalbum Perspectives. Seit 2001 leitete er den Düsseldorfer Chor „Jazzline“, 2003 gründete er in Köln den Chor „O-Ton Süd“; für beide Ensembles schreibt er auch Arrangements.